# Lawrence Walsh
Lawrence Edward Walsh (8 janvier 1912 - 19 mars 2014) est un avocat, ancien juge de District Court et écrivain américain. En décembre 1986, le président des États-Unis Ronald Reagan le nomme Independent Counsel pour enquêter sur les aspects criminels de l'affaire Iran-Contra.

## Biographie
Fils de Cornelius Edward (1879-1927) et Lila May (Sanders), Lawrence Walsh naît à Port Maitland en Nouvelle-Écosse au Canada. Son père est un docteur de famille et son grand-père est un capitaine de navire haute mer. Élevé dans le Queens à New York, il est naturalisé américain à l'âge de 10 ans.
En 1954, il est nommé juge de District Court pour le district Sud de New York, poste qu'il quitte en 1957. De 1957 à 1960, il est procureur général adjoint des États-Unis. En 1975 et 1976, il est président de l'American Bar Association. En 1986, le président américain Ronald Reagan le nomme Independent Counsel pour enquêter sur les aspects criminels de l'affaire Iran-Contra. Walsh remet son rapport final le 4 août 1993. 
Lawrence Walsh rapporte plus tard son expérience d'Independent Counsel dans l'ouvrage Firewall: The Iran-Contra Conspiracy and Cover-Up. En 2003, il publie son autobiographie, The Gift of Insecurity: A Lawyer's Life.